# 拉吉南德岡縣
拉吉南德岡縣是印度的一個縣，位於該國中部，由恰蒂斯加爾邦負責管轄，面積8,022平方公里，每年平均降雨量1,274毫米，識字率為77.2%，2001年人口1,283,224，人口密度每平方公里160人。